# Eberhard von Berckhusen

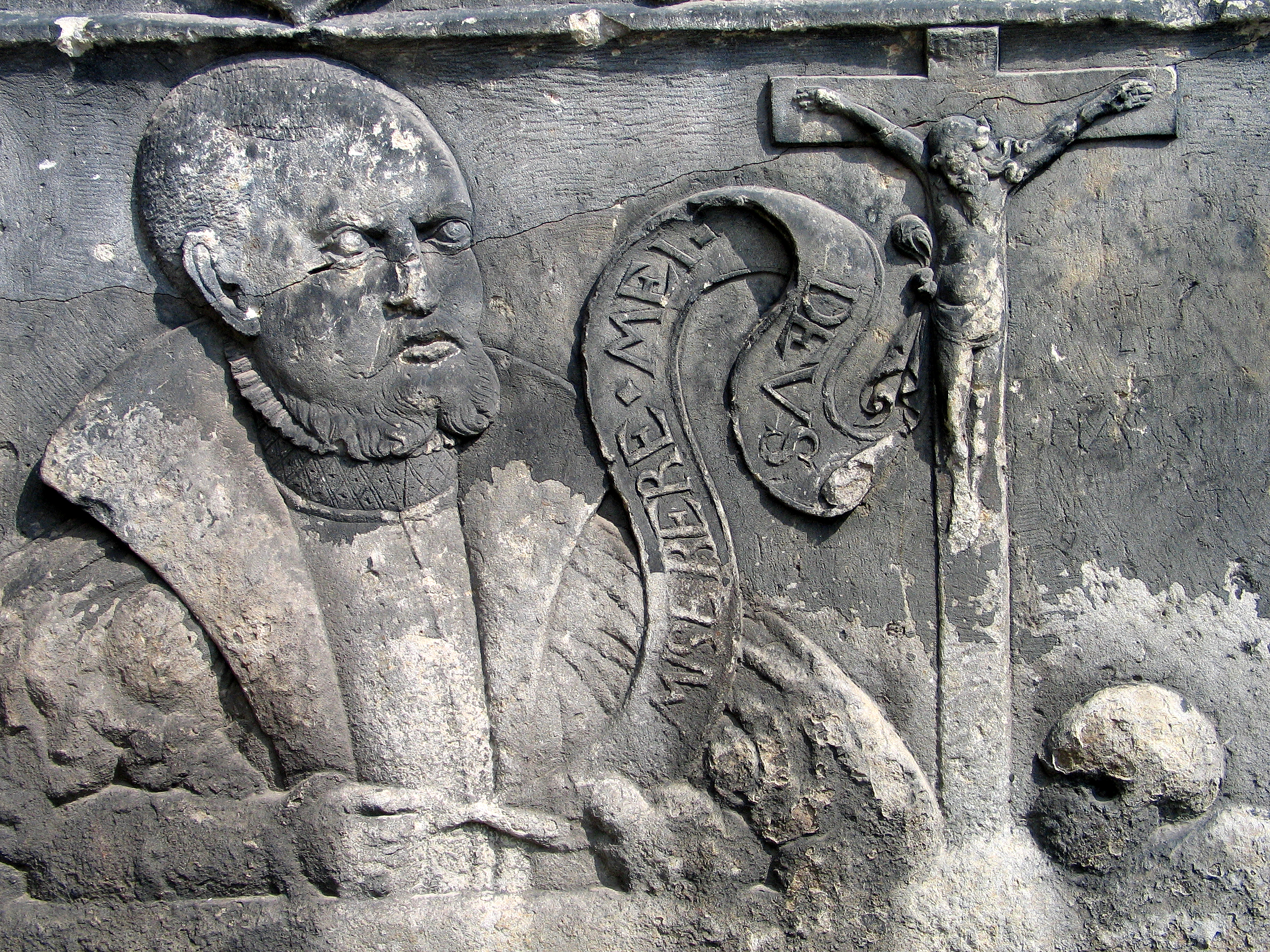
Hofrat Eberhard van Berckhusen mit Kruzifix über einer Schädelstätte

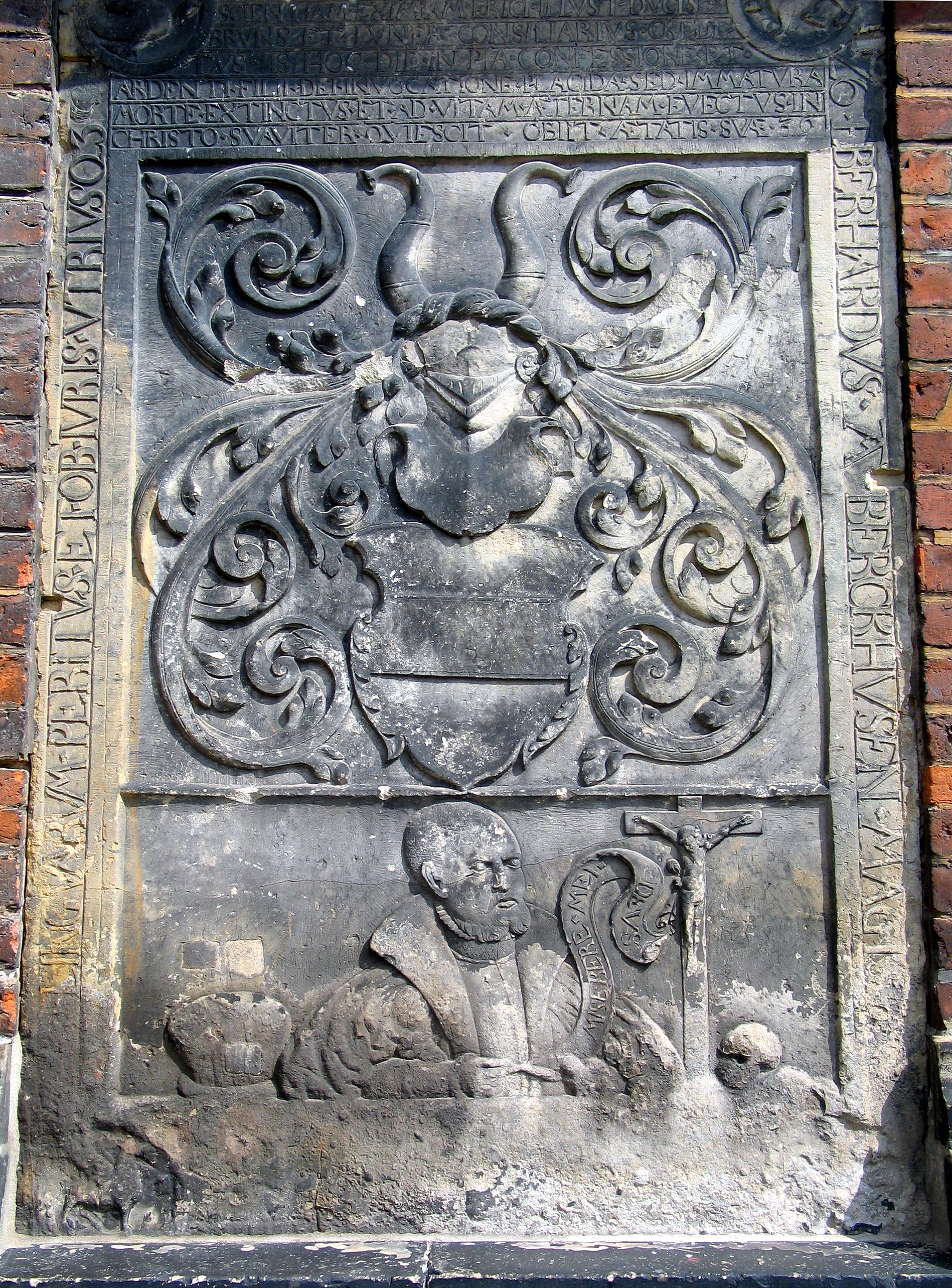
Grabplatte, unter anderem mit dem Wappen der Familie, an der Südwand der Marktkirche von Hannover

Eberhard von Berckhusen (* um 1525 in Hannover; † 26. April 1564 ebenda) war ein deutscher Hofrat von Herzog Erich II. und Autor einer genealogischen Schrift über die hannoverschen Patrizierfamilien.

## Leben
Eberhard von Berckhusen entstammte der alten Patrizier- und Kaufmannsfamilie von Berckhusen. Er war der Sohn von Anton von Berckhusen, „der bei der Einführung der Reformation in Hannover das Amt des Bürgermeisters übernommen hatte, nachdem der alte (katholische) Rat die Stadt verlassen hatte.“
Berckhusen besuchte ab April 1541 die Universität Wittenberg, studierte dann aber – nach seinen eigenen Angaben – später an der Universität von Paris, wo der „dreier Sprachen mächtige“ seinen Magistertitel erwarb.
1553 veröffentlichte Eberhard von Berckhusen, die nie in den Diensten der Stadt Hannover stand, seine „Nachrichten von hannoverischen Patrizienfamilien“, das sogenannte „Wäskenbok“. Diese Genealogie „der bedeutendsten Hannoverschen Stadtgeschlechter, zu denen auch die Familie Berkhusen zählte, verfolgte vor allem den Zweck, deren Führungsanspruch in einer für diese Familien immer schwieriger werdenden Zeit zu untermauern.“ Seine konservative Haltung, die Berckhusen mit dem Wäskenbok ausdrückte, möglicherweise auch seine „außerordentliche Kenntnis beider Rechte“ „dürfte ihm auch zu der Stellung als Hofrat […] verholfen haben“, in die ihn Herzog Erich II. „vermutlich ab 1560“ erhob.
Die Grabplatte Berckhusens, der bereits im Alter von 39 Jahren starb findet sich an der Südseite der Marktkirche in Hannover.